# 南聖奧古斯丁 (佛羅里達州)
南聖奧古斯丁（英語：St. Augustine South）是位於美國佛羅里達州聖約翰斯縣的一個人口普查指定地區。

## 地理
南聖奧古斯丁的座標為29°50′37″N 81°18′54″W / 29.84361°N 81.31500°W，而該地最高點為海拔高度9米（即30英尺）。

## 人口
根據2010年美國人口普查的數據，南聖奧古斯丁的面積為4.50平方千米，當中陸地面積為4.50平方千米，而水域面積為0.00平方千米。當地共有人口5035人，而人口密度為每平方千米1,118人。